# Balla (Irlanda)
Balla è un piccolo centro del Mayo, in Irlanda, situato sulla strada nazionale che collega Castlebar a Claremorris. Formata solamente da una strada, può comunque vantare una particolare torre circolare. Anticamente era un centro di mercato e negozi abbastanza frequentato, ma ha perso d'importanza negli ultimi decenni, costandogli questo fatto anche l'antica stazione ferroviaria. Soltanto negli ultimi anni sta godendo di una riscoperta, esclusivamente come un'area residenziale per chi lavora a Castlebar.
Agli albori il villaggio era conosciuto come 'Ros Dairbhreach', che significa 'L'altezza del tronco della quercia'. L'importanza di questo albero per la piccola comunità si riflette anche oggi nel 'Dawn Oak 2000 project, sorto nel nuovo millennio e consistente in una nuova piantagione di duemila querce per la valorizzazione del parco circostante.
È ormai passato nella tradizione il fatto che San Patrizio abbia, nel suo lungo pellegrinaggio, riposato a Balla, dando così al villaggio un importante posto nella storia della contea.